# Байгород (повість)
«Байгород» — соціально-психологічна повість українського письменника та режисера Юрія Яновського, написана за естетичними тенденціями неоромантичної патетики. Уперше рукопис було опубліковано 1927 р. на сторінках періодичного видання «ВАПЛІТЕ», але радянська цензура вилучила текст на декілька років. Згодом літературознавці та історики, серед яких Володимир Панченко, Юрій Шевельов, Володимир Кобзар, дешифрували первинні коди та символи. На закордонних полицях повість з’явилася 2018 р., в англійському перекладі Ю. Ткача («Bayhorod»)

## Сюжет
Події твору розгортаються під кінець Першої світової війни, водночас із хроніками Української революції 1917-1921 рр. Оповідь ведеться від третьої особи. Головним елементом є колізії Народного повстання 1918 р. у Єлисаветграді супроти отаманських загонів, очолюваних Марусею Никифоровою. Містом ширяться чутки про підготовку до збройного виступу супроти махновського беззаконня та невігластва. Місцеві насторожено шукають ворогів народу, тоді як на іншому березі студент освідчується в коханні. Ліза й Кіхана пізнають одне одного, проживаючи останню мить на лінії вогню.  

## Герої
Кіхана – головний герой, Тихий Вітер, учасник збройного виступу; прообраз Олександра (Шури) Козинцева – товариша Ю. Яновського.
Ліза – головна героїня, наречена вдівця-військового, любовний інтерес Кіхани, телефоністка.
Маруся Никифорова – військова діячка анархістського руху, повстанська отаманиха.
Перший полковник – командувач армійського корпусу, колишній мисливець.
Другий полковник – воєначальник головних сил міста, звичайний чоловік, «Кучерявий».
Третій полковник – очільник «півчої» армії, церковний служитель. 

## Літературне значення
«Байгород» – одне зі взірцевих надбань неоромантичної прози, в якому втрачений голос українських поколінь постає в граничній боротьбі за свободу. Письменник звертається до первинних джерел історії та нівелює архаїчні стандарти польової прози. Ліричні відступи цілісно розкривають жанрову специфіку та зумовлюють появу експресивної градації. Пейзажі воєнного циклу вдало поєднуються з платонічною дуальністю, питаннями життя та смерті. 